# عقوبة الإعدام في السعودية
عقوبة الإعدام في السعودية هي عقوبة مستمدة من الشريعة الإسلامية التي يحكم بها القضاء في السعودية، وتُنفذ في حالات معينة مثل جرائم القتل، وبعض الجرائم الكبرى مثل الإتجار بالمخدرات وتهريبها، ولا يُستثنى السعودي أو الأجنبي، طالما أنه فعل ما يستوجب العقوبة داخل السعودية حسب قوانينها، وخصوصا جرائم القتل والإرهاب والتهريب. لا تدخل هذه العقوبة ضمن الأحكام التعزيرية بحق الأحداث والقصّر الذين لم يتموا 18 عاما وقت ارتكابهم الجريمة.

## أنواع عقوبة الإعدام
تقسم الشريعة الإسلامية عقوبة الإعدام إلى ثلاث فئات يستمد منها القضاء السعودي أحكامه في تطبيقها، هذه الأقسام هي:
- الحد، على حسب ما حدده القرآن الكريم والسنة النبوية الصحيحة وأجمعت عليه المذاهب السنية الأربعة والتي تعرف باسم " جرائم الحدود" في الشريعة.[6][7]
- القصاص، الذي يتفق مع مبدأ النفس بالنفس حسب الآية الكريمة ﴿وَكَتَبْنَا عَلَيْهِمْ فِيهَا أَنَّ النَّفْسَ بِالنَّفْسِ وَالْعَيْنَ بِالْعَيْنِ وَالْأَنْفَ بِالْأَنْفِ وَالْأُذُنَ بِالْأُذُنِ وَالسِّنَّ بِالسِّنِّ وَالْجُرُوحَ قِصَاصٌ فَمَنْ تَصَدَّقَ بِهِ فَهُوَ كَفَّارَةٌ لَهُ وَمَنْ لَمْ يَحْكُمْ بِمَا أَنْزَلَ اللَّهُ فَأُولَئِكَ هُمُ الظَّالِمُونَ ۝٤٥﴾ [المائدة:45]، ويقضي بمُعاقبة الجاني بمثل ما فعل. من ضمنها القصاص من القاتل وقد لا يُعدم القاتل إذ أنّ عائلة القتيل حسب الشريعة بإمكانها العفو عن القاتل مُقابل الدية.[8]
- التعزير، يتم إعدام المحكوم عليهم بالتعزير حسب الجرائم التي تُحددها الأنظمة الوطنية مِثل الإتجار بالمُخدرات وبيعها وتهريبها.[9] منذ أبريل 2020 أوقفت السعودية أحكام القتل تعزيرا لمن لم يتموا 18 عاما وقت ارتكابهم الجريمة.[10]

## إثبات الجريمة على المتهم
أوضح النظام القضائي في المملكة العربية السعودية درجات التقاضي وكفل للمتهم حقوقه في محاكمة عادلة، وطرق التحقيق وأساليبه، وجمع الأدلة وغيرها، وإجراءات رفع الدعوى أمام الجهات القضائية، وللمتهم الاستعانة بمحام في جميع الإجراءات الجزائية، وعند عدم استطاعته توفر له الدولة محاميًا على نفقتها. وتثبت الجريمة على المتهم وفقا لما قررته الشريعة الإسلامية، وطرق الإثبات المنظمة وفقا لما نظمه النظام الجزائي في المملكة، وهو نظام الإجراءات الجزائية. فحكم الإعدام لا يكون نافذًا إلا بتأييده من جميع درجات التقاضي، وصادر عليها أمر ملكي بالتنفيذ بعد تدقيق الأحكام ومراجعتها، وفي حال وجود أي ملاحظات، على إجراءات القضية أو الحكم الصادر فيها تتم إعادته إلى المحكمة العليا لدراسته أو النيابة العامة لإعادة التحقيق، ولا يكون نهائيًا إلا بعد أن ينظر من قبل (13) قاضيًا.
ويتم إثبات الجريمة على المُتهَم حسب عدة طرق مِثل:
1. اعتراف المُجرم بجريمته بدون إجبار.[15]
2. شهادة اثنين من الرجال ضد المتهم، ويُستثنى من ذلك جرائم الحد، وأيضاً يتطلب في هذه الحالة الاعتراف بالجرم.[15]
3. إذا طُلِب من المتهم أداء القَسَم أو ما يُسمى حُلف اليمين، ويؤخَذ حلف اليمين في المملكة العربية السعودية على محمل الجّد لا سيما أنّ المجتمع السعودي مُتدين إلى حدٍ كبير [15]، وإذا ما رفض المتهم أداءه يُعتبر على أنّه اعتراف بالجريمة لقدسية الحلف بالله مما يؤدي إلى إدانة المتهم.[16]

## حماية حقوق الأشخاص
يطبق القضاء السعودي الضمانات التي تكفل حماية حقوق الأشخاص الذين يواجهون عقوبة القتل، فعقوبة القتل لا تصدر إلا في أشد الجرائم خطورة وفي أضيق الحدود، كالجرائم المميتة أو نتائجها مميتة أو بالغة الخطورة ، ووفقًا للمادة (38) من نظام الحكم الأساسي في المملكة العربية السعودية، فإن " العقوبة شخصية، ولا جريمة ولا عقوبة إلا بناء على نص شرعي، أو نص نظامي، ولا عقاب إلا على الأعمال اللاحقة للعمل بالنص النظامي" ، وللمادة (3) من نظام الإجراءات الجزائية بأنه " لا يجوز توقيع عقوبة جزائية على أي شخص، إلا بعد ثبوت إدانته بأمر محظور شرعًا أو نظامًا بعد محاكمة تجري وفقا للمقتضى الشرعي"  وتستند المحكمة في حكمها إلى الأدلة المقدمة إليها أثناء نظر القضية، ولكل من يحكم عليه بالإعدام الحق في الاستئناف والتماس العفو أو تخفيف الحكم، إذ يمكن صدور العفو عن المحكوم عليه من قبل " الملك" في جرائم التعزير، ومن قبل أولياء الدم او أحدهم في الجرائم التي يجب فيها القصاص باعتباره حقًا خاصًا لهم لا ينازعهم فيه أحد، والأحكام المؤيدة بالقتل لا تكون نهائية إلا بعد تأييدها من المحكمة العليا.

## طرق الإعدام
يكون الإعدام في السعودية قطع الرأس بالسيف فقط، وخِلافاً للعديد من الدُوّل التي لم تُلغِ عقوبة الإعدام؛عادةً ما يُنفذ الإعدام في المملكة العربية السعودية علناً أمام جماهير الناس في ساحات مُخصصّة لذلك وغالباً ما تكون وسط المُدن، لأن أحد أهداف هذه العقوبة في الشريعة الإسلامية هي الردع.

## الجرائم
يتم الحكم بالإعدام في السعودية لعدة جرائم مِثل:
- الردة، (يتم قطع رأس من ارتد عن الإسلام ولكن يُعطى فرصة ثلاث أيام من أجل التوبة والعودة إلى الإسلام).
- السطو المسلح.
- إزدراء الدين الإسلامي.
- اختطاف الطائرات.
- تهريب المخدرات.
- القتل.
- الإغتصاب.
- التحريض وإشعال الفِتن مِثل التحريض على الحكومة.
- الشعوذة والسحر.
- الإرهاب.
- الخيانة.
- الشرك بالله.

## العفو عن عقوبة القتل قصاصا
صدرت العديد من الأوامر الملكية والأوامر السامية تتضمن توجيه أمراء المناطق باستدعاء أصحاب الحق الخاص في الأحكام الصادرة بالقتل قصاصا في النفس وما دون النفس وبذل مساعي الصلح معهم ، وبذل الوجاهة والشفاعة لدى أصحاب الحق الخاص بإنشاء لجان لإصلاح ذات البين في جميع إمارات المناطق لتقريب وجهات النظر بين الطرفين سعيًا للوصول إلى التنازل في الدعوى.
ونظمت السعودية أعمال جمع مبالغ الصلح عند التنازل بمقابل مادي، وذلك عن طريق فتح حسابات رسمية في البنوك تحت إشراف إمارة كل منطقة، ويتم استقبال التبرعات وجمعها في هذا الحساب حتى يكتمل مبلغ الدية أو الصلح لفك رقبة المدعي عليه من الحكم الصادر بحقه.

### لجان إصلاح ذات البين
توجد في كل منطقة من مناطق المملكة لجنة معنية بإصلاح ذات البين في القضايا المحكوم فيها بالقتل قصاصًا، ترتبط بأمير المنطقة، من مهامها السعي إلى الإصلاح دون إكراه أو إجبار أو ضغط، وتقريب وجهات النظر بين كافة أطراف القضية، بما يحقق التسامح ويصفي النفوس وينهي الخلافات، سواءً كان القاتل مواطنًا أو مقيمًا، والإشراف على أعمال السعي إلى الصلح في المنطقة إشرافًا كاملًا، وفقًا لقرار مجلس الوزراء رقم 111 في 1444/2/10هـ بالموافقة على اللائحة التنظيمية للجان إصلاح ذات البين في إمارات المناطق.
ونصت اللائحة التنظيمية للجان إصلاح ذات البين في إمارات المناطق في مادتها الـ(9) " عند التوصل إلى صلح مع أولياء الدم أو أحدهم؛ فعلى اللجنة تدوين الصلح في الحال، وأخذ توقيع الموافقين على الصلح من أولياء الدم عليه ومن حضر ممن يمثل المحكوم عليه بالقصاص، ويُكمل اللازم عاجلاً. وإذا كان الصلح بمقابل؛ فيجب أن يكون هذا المقابل غير مُبالغ فيه، فإن كان كذلك فعلى الأعضاء المكلفين بالسعي في الصلح تدوين ذلك، مع مواصلة السعي في تخفيض المقابل، وتزويد اللجنة بما يتم في ذلك"، ويحق للمحكوم عليه أو ممثليه التقدم للجنة لفتح حساب بنكي لجمع المبلغ بعد أخذ الموافقات الرسمية لذلك وفقًا للمادة الـ (10) من اللائحة.

#### من حالات الصلح
- 2021/9/1، أسهمت لجنة إصلاح ذات البين في محافظة الطائف في العفو عن (6) مقيمين من جنسيات مختلفة، وذلك بعد جمع مبالغ الديات التي بلغت أكثر من (8) ملايين ريال، وغادر أصحاب القضايا إلى بلدانهم بعد الإفراج عنهم، وهم: مقيم من الجنسية السودانية قتل مواطنًا سعوديًا، ومقيمان من الجنسية المصرية أقدما على جريمتي قتل اثنين من جنسيتهما، ومقيم من الجنسية اليمنية تنازلت أسرة القتيل عنه، ومقيم من الجنسية الفلسطينية أقدم على قتل رجل من نفس جنسيته، ومقيم من الجنسية المصرية أقدم على قتل مقيم من الجنسية البنجلادشية.[35][36][37]
- 2021/1/17، نجحت مساعي لجنة إصلاح ذات البين في إمارة منطقة عسير، في العفو عن مقيم من الجنسية اليمنية من القصاص، حيث تنازل ذوو المقتول عن القاتل.[38][39][40]

## أمثلة

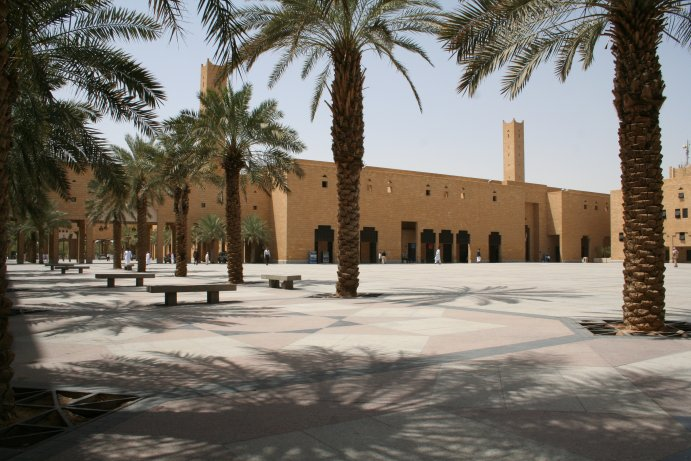
ساحة الصفاة، وسط الرياض، يتم بِهذه الساحة إعدام المحكوم عليهم بعد صلاة الجمعة.

### 2007
- في 2007/4/30، تم تنفيذ حكم القتل تعزيرًا بمحمد المامي بابا- موريتاني الجنسية، الذي اقتحم (3) منازل في أوقات متفرقة، واغتصب نساء، وسلب منهن مبالغ مالية ومجوهرات، تحت التهديد بقتلهن أو قتل أطفالهن. وبالتحقيق معه صدر بحقه صك شرعي من المحكمة العامة يقضي بثبوت ما نسب إليه شرعًا والحكم بقتله تعزيرًا وصدق الحكم من محكمة التمييز ومن مجلس القضاء الأعلى بهيئته الدائمة وصدر أمر سام يقضي بإنفاذ ما تقرر شرعًا بحقه، وذلك " لبشاعة جريمته وما سببته من خوف وهلع وفزع للمعتدي عليهن وغيرهن من أفراد المجتمع" [41][42]

### 2012
- في 2012/1/2، تم تنفيذ حكم القتل تعزيرًا في كل من مصطفى زين وأنس دحيم لعملهما تشكيلًا عصابيًا لتهريب واستقبال وترويج كميات كبيرة من المخدرات داخل المملكة، وبالتحقيق معهما اعترفا بما نسب إليهما، وصدر بحقهما صك شرعي من المحكمة العامة بالحكم بقتلهما تعزيرًا، وصدق من محكمة الاستئناف ومن المحكمة العليا وصدر الأمر السامي بإنفاذ ما تقرر شرعًا.[43][44]
- في 2012/2/2، تم تنفيذ حكم القتل تعزيرًا بعبدالرحمن القرني في الباحة، لقتله مواطنًا بإطلاق النار عليه لخلاف بينهما، وبالتحقيق معه تم توجيه الاتهام إليه بارتكاب جريمته، وصدر بحقه صك من المحكمة العامة بثبوت ما نسب إليه، والحكم عليه بالقتل قصاصا، وصدق من محكمة التمييز ومن المحكمة العليا وصدر أمر سام يقضي بإنفاذ ما تقرر شرعًا.[45][46][47]

### 2013
أعدمت السعودية في عام 2013 ما يزيدُ عن 78 شخصًا في قضايا مُختلفة ومتنوّعة؛ فمعَ بداية السنة حكمت السلطات في المملكة على شخص سوري الجنسية بالإعدام في قضية تهريب مخدرات وبحلول نصف شهر كانون الثاني/يناير؛ أعدمت السعودية شخصًا ثانيًا ويتعلقُ الأمر بخَادمة سيرلانكية بعد إدانتها بقتل طفل مخدوميها رغمَ نفيها لذلك. في 21 مايو/أيار أقدمت السعودية من جديدٍ على إعدامِ خمس يمنيين ثم علّقت جثثهم في ساحة عامة وذلك بتهمة تشكيل عصابة وممارسة أعمال السطو والسرقة. في 15 أغسطس؛ نفذت المملكة حكمَ الإعدام في حقّ سعودي بعد إدانتهِ بتهمة تعذيب زوجتهِ حتى الموت. بعد ذلك بأسبوع؛ أعدمت السلطات السعودية مواطنًا يمنيًا كان قد أدين في قضية قتل عمد ثمّ أعدمت في 20 كانون الأول/ديسمبر مواطنًا سعوديًا أدين هو الآخر بتهريب حبوب محظورة.

### 2014
في مُنتصف شهر كانون الثاني/يناير نفذت السلطات السعودية أول أحكام الإعدام لعام 2014 وذلكَ بحق اثنين من مهربي المخدرات في جدة والمنطقة الشرقية ثمّ أعدمت ثالثًا وهوَ باكستاني يُدعى زاهيد خان بركات خان بعد إدانتهِ بتهريب كمية كبيرة من الهيروين وقد نُفذَ الحكم بحقه في محافظة القطيف بالمنطقة الشرقية أيضًا. بحلول 18 آب/أغسطس من نفسِ العام قامت المملكة بتنفيذ حكم الإعدام بحقّ أربعة أفراد من عائلة واحدة بتهمة تلقي كمية من الحشيش. أثارَ هذا الحكم ضجّة كبيرة حينَها وقالت منظمة العفو الدوليّة إنّ الحُكمَ قد صدرَ بناءً على اعترافات انتُزعت منهم تحت التعذيب كما ذكرت أنّ عدد عمليات الإعدام التي نفذتها السلطات قد بلغَ 17 إعدامًا في غضون أسبوعين أي بمعدل أكثر من عملية إعدام في اليوم الواحد.

### 2015
حتى شهر أيار/مايو من عام 2015 كانت السعودية قد أعدمت 88 شخصًا؛ فيمَا ذكرت منظمة العفو أنّ العدد قد بلغَ حوالي 102 حالة حتى مُنتصف العام. من بينِ الحالات التي أثارت الضجّة كانت قضيّة إعدام مواطن باكستاني من خِلال قطع رأسه بعدَ إدانته بإدخال الهيروين في أحشائه في مكة المكرمة كما أعدمت سعودي آخر بعد إدانته بقتل شخصين على إثرِ خلافٍ شبّ بينهم.

### 2016
شهدَ عام 2016 ارتفاعًا ملحوظًا في عدد المُعدمين فمعَ بداية العام وبالتحديد في الثاني من كانون الثاني/يناير أقدمت المملكة على إعدامِ 47 رجلًا دُفعةً واحِدةً بعدَ اتهامهم بتهم تتعلقُ بالإرهاب وكانَ من بينهم رجل الدين الشيعي البارز نمر النمر. في هذا الصدد؛ ذكرت هيومن رايتس ووتش أنّ السلطات السعودية قد نفذت أكبر عملية إعدام جماعي في البلاد منذ 1980. بالرغمِ من كل التحذيرات الدوليّة والتنديدات من قِبل المنظمات والجمعيات الحُقوقيّة فقد واصلت المملكة حكمها وتنفيذها عقوبةَ الإعدام في حقّ عددٍ من الأشخاص ففي 17 شباط/فبراير أعلنت وزارة الداخلية أنها أعدمت ثلاثة أشخاص؛ واحدٌ سعودي ويمنيان بتهمة تهريب المخدرات. وفي 22 يوليو/تمّوز من نفس العام نفذت السلطات من جديد حُكمَ الإعدام هذه المرّة في مواطنٍ أُدينَ بقتل مواطن آخر ليكون ذاك الإعدام الواحد بعد المائة.

### 2019
في 23 نيسان/أبريل 2019 نفذت المملكة العربية السعودية إعدامًا جماعيًا في حقّ 37 مدنيًا مسجونًا كانوا قد أدينوا بتهم مختلفة تتعلقُ بالإرهاب والتحريض على قلبِ نظام الحُكم فيما ترى المؤسسات الحقوقيّة السعودية – العاملة خارِج المملكة – والعالميّة أن السلطات السعودية قد حصلت على اعترافات من المُتهَمين تحت وطأة التعذيب.

### 2022
في مارس / آذار 2022 ، أعدمت المملكة العربية السعودية 81 شخصًا ، متجاوزة بذلك 67 شخصًا تم إعدامهم في عام 2021. ويُزعم أن الرجال الذين أُعدموا ، ومن بينهم 37 مواطناً سعوديًا ، وبعض اليمنيين والسوريين ، أدينوا بعدة جرائم جنائية مثل قتل رجال ونساء أبرياء ورجال أعمال. الأطفال حسب البيان الرسمي الصادر. اتهمت جماعات حقوقية الحكومة بفرض قوانين تقييدية ضد التعبير الديني والآراء السياسية وانتقدت استخدامها لعقوبة الإعدام ، بما في ذلك من اعتقلوا وهم قاصرون ، واستشهدت بالإعدام باعتباره انتهاكًا لحقوق الإنسان. ومع ذلك ، نفت حكومة المملكة العربية السعودية الاتهامات بانتهاك حقوق الإنسان وزعمت أن القوانين المذكورة فرضت لحماية أمنها القومي.
في نوفمبر 2022 ، أعدمت المملكة العربية السعودية ما يقرب من 17 رجلاً ، تم سجنهم وحُكم عليهم لاحقًا بالإعدام بتهم مخدرات غير عنيفة. وضمت 7 سعوديين و 10 أجانب من باكستان وصربيا والأردن. ولم تعيد السلطات جثث القتلى إلى عائلاتهم. نُفِّذت عمليات الإعدام سراً ، وشملت في معظمها قطع الرؤوس بالسيف. وقتل آخرون بالرصاص. لقد رفع إجمالي عدد عمليات الإعدام في 2022 إلى 137 على الأقل ، والتي تم تسجيلها على أنها أكثر من الأرقام المجمعة لعامي 2020 و 2021. زادت عمليات الإعدام في المملكة العربية السعودية على الرغم من وعد ولي العهد الأمير محمد بن سلمان عام 2018 بتقليل استخدام عقوبة الإعدام.

### 2023
في أوائل مارس 2023 ، أعدمت السعودية 11 شخصًا في 8 أيام فقط. وكان من بينهم الأردني حسين أبو الخير (57 عاما). وفي 12 مارس / آذار ، أُعدم بسبب جرائم مزعومة تتعلق بالمخدرات رغم تدخل الأمم المتحدة. وزعمت مجموعة الأمم المتحدة المعنية بالاحتجاز التعسفي أن قضيته تفتقر إلى "أساس قانوني" ، وطالبت بالإفراج عنه. في تشرين الثاني (نوفمبر) 2022 ، عندما تم وضع خير على ذمة الإعدام ، وصلت قضيته إلى البرلمان البريطاني ، حيث دعا النائب ديفيد ديفيس وزير الخارجية البريطاني جيمس كليفرلي والسفير السعودي للتدخل.

## انتقادات
تنتقد السعودية من قبل عدد من المنظمات الدولية المناهضة لعقوبة الإعدام، منها منظمة العفو الدولية التي ترى أهمية إلغاء عقوبة الإعدام في الدول كافة التي ما زالت تطبق هذه العقوبة، وترى المنظمة أن عقوبة الإعدام تمثل أقصى أشكال العقوبة القاسية واللاإنسانية، وترى المنظمة أن هذه الدول تدخل السياسة في تنفيذها للعقوبة، إضافة إلى غياب شروط المحاكمة العادلة، وترى المنظمة أنه حتى لو كان المتهم أقر بفعله لا يجب أن يعاقب بالقتل، فعقوبة الإعدام لا تردع الجريمة حسب رأي المنظمة، ، وصنفت المنظمة، السعودية كثالث دولة تطبيقًا لعقوبة الإعدام بعد الصين وإيران بعدد أحكام الإعدام للعام 2018، كما تنتقد السعودية بتنفيذ عمليات الإعدام في ساحات عامة، إضافة إلى ذلك كانت السعودية تنتقد بسبب تنفيذ أحكام الإعدام لمن هم دون سن الأهلية وهو أمر ألغته الإصلاحات القضائية لديها، ولا يستثني القضاء في السعودية المقيمين والمواطنين عن حكم الإعدام، بل إنّ نصف عمليات الإعدام التي تمَّ تنفيذها في عام 2013 كانت بِحق الأجانب وخصوصاً أولئك الذين قاموا بِتهريب المخدرات عبر حدود السعودية.
قطع رأس المحكوم عليه علناً وأساليب الإعدام التي في نظر الغرب تُعّد قاسية جذبت للسعودية الكثير من الانتقادات الدولية. بسبب إعدام بعض العمالة الأجنبية أثار ذلك الكثير من مؤسّسات حقوق الإنسان والحكومات فمثلاً في شهر يونيو، 2011 تم إعدام روياتي بنت ساتوبي وهي خادمة إندونيسية قامت بقطع رأس سيدتها وقيل أنها فعلت ذلك بسبب سوء المعاملة والظلم من ربّة عملها، تمَّ تسريب فيديو إعدام الخادمة في اليوتيوب مما أدّى إلى توجيه الكثير من الانتقادات اللاذعة إلى السعودية. وفي سبتمبر عام 2011 تم قطع رأس عامل سوداني بعدما ثبت أنّه يقوم بِالسحر والشعوذة، وقد أدانت منظمة العفو الدولية ذلك مُتحججّة بأن السحر غير حقيقي وخيالي ووصفت الإعدام بالأمر المُرَوع. وفي يناير، 2013 تمَّ إعدام  ريزانا نافيك وهي خادمة سريلانكية لأنها قامت بِقتل رضيعٍ سعوديٍ كانت تعتني به، ندد العديد من الحكومات بذلك ورفضوا إعدامها رغم قتلها للطفل وقامت سريلانكا بِسحب سفيرها من السعودية. وقد تمَّ في عام 2010 إعدام 27 أجنبياً بسبب عدة جرائم، واعتباراً من شهر يناير، 2013 أُعلِن أنّ في السجون السعودية 45 خادمة أجنبية في انتظار الإعدام بتهمة ذبح الأطفال.